# Brimin Kipruto
Brimin Kiprop Kipruto (district Keiyo, 31 juli 1985) is een voormalige Keniaanse middellangeafstandsloper, die gespecialiseerd was in de 3000 m steeple. Hij werd in deze discipline olympisch kampioen en wereldkampioen. Hij nam viermaal deel aan de Olympische Spelen.

## Loopbaan
De jonge Kipruto heeft al meerdere medailles gewonnen bij grote internationale wedstrijden. Hij won de zilveren medaille bij de Olympische Spelen van 2004 in Athene. Op de wereldkampioenschappen van 2005 in Helsinki won hij eveneens zilver. Bij de wereldatletiekfinale van 2005 werd hij derde, in 2006 finishte hij hier zesde, net zoals in 2004. In 2007 won hij zijn eerste internationale gouden medaille tijdens de WK in Osaka. Hij versloeg hierbij zijn landgenoten Ezekiel Kemboi (zilver) en Kipkemboi Mateelong (brons).
Zijn grootste prestatie leverde Kipruto op de Olympische Spelen van 2008 in Peking. Met een tijd van 8.10,34 eindigde hij voor de Fransman Mahiedine Mekhissi-Benabbad (zilver; 8.10,49) en zijn landgenoot Richard Mateelong (brons; 8.11,01).
Brimin Kipruto woont in Korkitony en traint bij de Global Sports group in Kaptagat (vlak bij Eldoret) onder leiding van trainers Patrick Sang en Joseph Chelimo.

## Titels
- Olympisch kampioen steeple 3000 m - 2008
- Wereldkampioen steeple 3000 m - 2007

## Persoonlijke records
Baan
| Onderdeel      | Prestatie           | Datum        | Plaats    |
| -------------- | ------------------- | ------------ | --------- |
| 1500 m         | 3.35,23             | 25 juli 2006 | Stockholm |
| 3000 m         | 7.47,33             | 12 mei 2006  | Doha      |
| 2000 m steeple | 5.36,81             | 15 juli 2001 | Debrecen  |
| 3000 m steeple | 7.53,64 (ex-AR; NR) | 22 juli 2011 | Monaco    |

Weg
| Onderdeel      | Prestatie | Datum            | Plaats               |
| -------------- | --------- | ---------------- | -------------------- |
| halve marathon | 1:02.25   | 18 november 2018 | Boulogne-Billancourt |
| marathon       | 2:19.23   | 14 april 2019    | Linz                 |

Indoor
| Onderdeel | Prestatie | Datum            | Plaats     |
| --------- | --------- | ---------------- | ---------- |
| 1500 m    | 3.37,17   | 11 februari 2011 | Düsseldorf |
| 2000 m    | 4.58,76   | 17 februari 2007 | Birmingham |
| 3000 m    | 7.39,07   | 14 februari 2012 | Liévin     |

## Palmares

### 1500 m steeple
- 2004:  WJK - 3.35,96

### 2000 m steeple
- 2001:  WK B-junioren - 5.36,81

### 3000 m steeple
- 2003:  Afrikaanse jeugdkamp. - 8.46,74
- 2004:  OS - 8.06.11
- 2004:  WJK - 3.35,96
- 2005:  Wereldatletiekfinale - 8.09,20
- 2005:  WK - 8.15,30
- 2007:  WK - 8.13,82
- 2008:  OS - 8.10,34
- 2008: 9e Wereldatletiekfinale - 8.29,11
- 2009:  FBK Games - 8.06,46
- 2009: 7e WK - 8.12,61
- 2010:  Gemenebestspelen - 8.19,65
- 2011:  WK - 8.16,05
- 2012: 5e OS - 8.23,03
- 2015:  WK - 8.12,54
- 2016: 6e OS - 8.18,79

### veldlopen
- 2005: 37e WK korte afstand - 12.26
- 2006: 18e WK korte afstand - 11.17

### Golden League-podiumplaatsen
1500 m
- 2006:  Bislett Games – 3.36,53
- 2007:  Bislett Games – 3.36,27

3000 m steeple
- 2005:  Golden Gala – 8.04,22
- 2005:  Weltklasse Zürich – 8.10,69
- 2006:  Meeting Gaz de France – 8.09,64
- 2006:  Golden Gala – 8.08,32
- 2007:  Meeting Gaz de France – 8.12,88
- 2007:  Memorial Van Damme – 8.02,89
- 2008:  Golden Gala – 8.15,71
- 2008:  Memorial Van Damme – 8.10,26

### Diamond League-podiumplaatsen
3000 m steeple
- 2010:  Adidas Grand Prix – 8.18,92
- 2010:  Athletissima – 8.01,62
- 2010:  Meeting Areva – 8.00,90
- 2010:  Aviva London Grand Prix – 8.20,77
- 2011:  Shanghai Golden Grand Prix – 8.02,28
- 2011:  Bislett Games – 8.05,40
- 2011:  Herculis – 7.53,64
- 2012:  Meeting Areva – 8.01,73
- 2012:  Memorial Van Damme – 8.03,11
- 2013:  London Grand Prix – 8.06,86
- 2014:  Qatar Athletic Super Grand Prix – 8.04,64
- 2014:  Golden Gala – 8.11,39
- 2014:  Birmingham Grand Prix – 8.16,61

### 15 km
- 2019: 10e Montferland Run - 43.45

### halve marathon
- 2018: 5e halve marathon van Boulogne - 1:02.25

### overige afstanden
- 2007:  4 Mijl van Groningen - 17.26
- 2012:  4 Mijl van Groningen - 17.13

1920: Percy Hodge ·
1924: Ville Ritola ·
1928: Toivo Loukola ·
1932: Volmari Iso-Hollo ·
1936: Volmari Iso-Hollo ·
1948: Tore Sjöstrand ·
1952: Horace Ashenfelter ·
1956: Chris Brasher ·
1960: Zdzisław Krzyszkowiak ·
1964: Gaston Roelants ·
1968: Amos Biwott ·
1972: Kipchoge Keino ·
1976: Anders Gärderud ·
1980: Bronisław Malinowski ·
1984: Julius Korir ·
1988: Julius Kariuki ·
1992: Matthew Birir ·
1996: Joseph Keter ·
2000: Reuben Kosgei ·
2004: Ezekiel Kemboi ·
2008: Brimin Kipruto ·
2012: Ezekiel Kemboi ·
2016: Conseslus Kipruto ·
2020: Soufiane El Bakkali ·
2024: Soufiane El Bakkali
1983 Patriz Ilg ·
1987 Francesco Panetta ·
1991 Moses Kiptanui ·
1993 Moses Kiptanui ·
1995 Moses Kiptanui ·
1997 Wilson Boit Kipketer ·
1999 Christopher Koskei ·
2001 Reuben Kosgei ·
2003 Saif Saaeed Shaheen ·
2005 Saif Saaeed Shaheen ·
2007 Brimin Kipruto ·
2009 Ezekiel Kemboi ·
2011 Ezekiel Kemboi ·
2013 Ezekiel Kemboi ·
2015 Ezekiel Kemboi ·
2017 Conseslus Kipruto ·
2019 Conseslus Kipruto ·
2022 Soufiane El Bakkali ·
2023 Soufiane El Bakkali